# Venetjärvi (Gällivare socken, Lappland, 749058-173977)
Venetjärvi är en sjö i Gällivare kommun i Lappland och ingår i Kalixälvens huvudavrinningsområde. Sjön har en area på 0,247 kvadratkilometer och ligger 373,3 meter över havet. Venetjärvi ligger i Puolva Natura 2000-område. Sjön avvattnas av vattendraget Harrijoki.

## Delavrinningsområde
Venetjärvi ingår i det delavrinningsområde (749065-173944) som SMHI kallar för Utloppet av Venetjärvi. Medelhöjden är 376 meter över havet och ytan är 0,49 kvadratkilometer. Räknas de 6 avrinningsområdena uppströms in blir den ackumulerade arean 5,34 kvadratkilometer. Harrijoki som avvattnar avrinningsområdet har biflödesordning 4, vilket innebär att vattnet flödar genom totalt 4 vattendrag innan det når havet efter 227 kilometer. Avrinningsområdet består mestadels av skog (31 procent) och sankmarker (18 procent). Avrinningsområdet har 0,25 kvadratkilometer vattenytor vilket ger det en sjöprocent på 49,9 procent.